# Han Shuxiang
Han Shuxiang (em chinês:  韓 樹祥; nascido em 26 de agosto de 1965) é um ex-ciclista olímpico chinês. Shuxiang representou o seu país durante os Jogos Olímpicos de Verão de 1984, em Los Angeles e nos Jogos Asiáticos de 1986.